# Матріархальна релігія

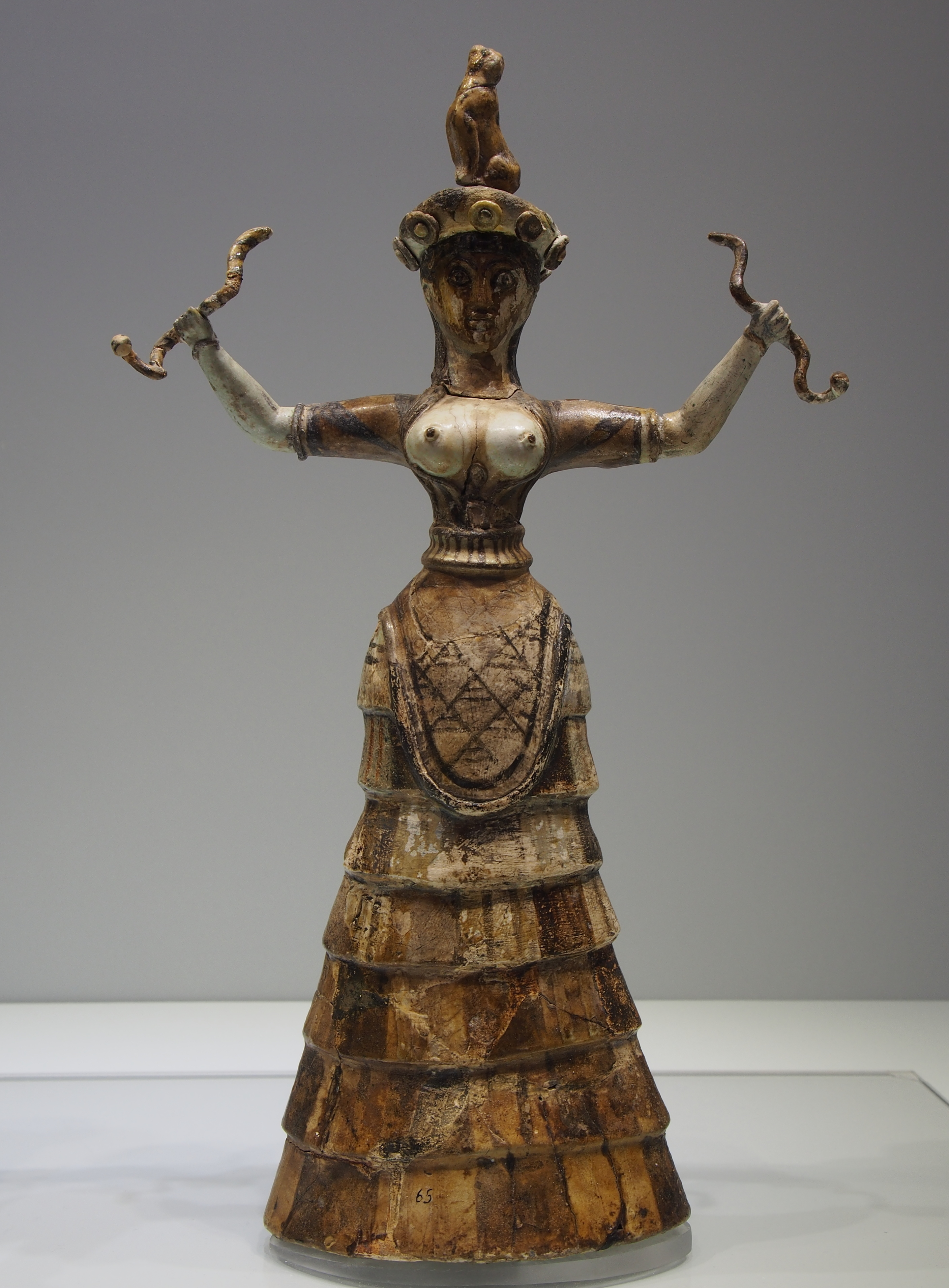
Фігурки Богині зі зміями, є унікальною знахідкою, яка часто фігурує у літературі, яка містить матріархальну релігію

Матріархальна релігія — це релігія, фокус якої направлений на богиню або богинь. Термін найчастіше використовується для позначення теорій доісторичних матріархальних релігій, запропонованих такими вченими, як Йоганн Якоб Бахофен, Джейн Еллен Гаррісон і Марія Ґімбутас, а пізніше популяризований фемінізмом другої хвилі. У 20 столітті рух за відродження цих практик призвів до «руху богині».

## Історія
Поняття доісторичного матріархату було введено у 1861 році, коли Йоганн Якоб Бахофен опублікував «Материнське право: Дослідження релігійного та юридичного характеру матріархату в стародавньому світі». Він писав, що історичні патріархати були порівняно недавнім розвитком, замінивши попередній стан первісного матріархату, і постулював «хтонічно-материнську» доісторичну релігію. Бахофен представляє модель, у якій матріархальне суспільство та хтонічні містичні культи є другою з чотирьох стадій історичного розвитку релігії. Перший етап він назвав «гетеризмом», який характеризував палеолітичне суспільство мисливців і збирачів, яке практикувало поліаморний і комуністичний спосіб життя. Другий етап — неоліт, матріархальний місячний етап сільського господарства з ранньою формою Деметри, домінантного божества. За цим слідувала «діонісійська» стадія зародження патріархату, за якою нарешті наступила «аполлонівська» стадія патріархату та поява цивілізації в класичній античності. Ідею про те, що цей період був золотим віком, який змінився з появою патріархату, вперше описав Фрідріх Енгельс у праці «Походження сім'ї, приватної власності та держави».
Британський археолог сер Артур Еванс, головний заново відкривач і популяризатор мінойської цивілізації, вважав, що мінойська релігія більш-менш виключно поклонялася богині-матері, і його погляд зберігся в першій половині 20-го століття, з широким впливом на мислення в різних сферах. Сучасні вчені погоджуються, що богиня-мати або природа, ймовірно, була домінантним божеством, але були й чоловічі божества.
На початку 1900-х років історик Джейн Еллен Гаррісон висунула теорію про те, що олімпійський пантеон замінив раннє поклоніння богиням землі.
Роберт Грейвс постулював доісторичну матріархальну релігію в 1950-х у своїх «Грецьких міфах» та «Білій богині» і дав детальний опис майбутнього суспільства з матріархатом у романі «Сім днів на Новому Криті».
Натхненний Грейвсом та іншими джерелами австрійський сюрреаліст Вольфганг Паален у своїй картині Pays interdit (укр. «Заборонена земля») малює апокаліптичний пейзаж, де домінує жіноча богиня та, як символи чоловічих богів, упали метеоритні як планети.

## Потрійна богиня

Символ потрійної богині

Існує божество, відоме в русі та инших духовних групах як Потрійна Богиня, яка є репрезентацією стадій або життя жінки. Учасники кажуть, що це не ексклюзивно для жінок, а також для загального путівника через дитинство, зрілість і старість, але цей рух здебільшого воно тісно пов'язане саме з жінками. Потрійна богиня — це божество, якому поклоняються численні неоязичницькі групи: жінки, діти та чоловіки. У цих рухах вона розглядається як божество, яке допомагає людям зрозуміти, що відбувається в їхньому житті протягом його різних періодів. Багато хто вірить, що жіночі стадії, через які їх проводить Потрійна Богиня, це діва/юність, потім мати та кохана і, зрештою, мудра жінка. Усе це бере свій початок від язичницьких осіб та їхніх вірувань, хоч ця релігії й зазнала певних змін протягом свого існування, але її головне уявлення залишилося незмінним.

### Інші божества
- Афродіта (англ. Aphrodite) — богиня кохання;
- Адіті (англ. Aditi) — мати богів;
- Каліпсо (англ. Calypso) — богиня тиші;
- Дурґа (англ. Durga) — богиня-войовниця;
- Інанна (англ. Inanna) — цариця неба, богиня дощу і місячного світла;
- Гармонія (англ. Harmonia) — богиня гармонії;
- Трипурасундарі (англ. Tripura Sundari) — верховна всемогутня богиня.

## Культурний вплив
Богиня-мати є загальновизнаним архетипом у психоаналізі, а поклоніння богиням-матері-землі та небу відоме з численних релігійних традицій історичного політеїзму, особливо в класичних цивілізаціях, коли храми будували для багатьох Богинь.

## Критика
Тривають дискусії, чи існував давній матріархат історично. Американська вчена Камілла Палья підкреслювала, що «немає жодних явних доказів підтвердження існування матріархату в будь-якій точці світу у будь-який час», а також, що «моральна амбівалентність великих богинь-матерів була зручно забута тими американськими феміністками, які воскресили їх».
У книзі «Міф про передісторію матріархату» (2000) вчена Синтія Еллер обговорює походження ідеї матріархальної передісторії, описуючи докази «за» та «проти» її історичної правдивості, а також те, чи ця ідея хороша для сучасного фемінізму.
Кавіта Мая цитує вчених, які вказують на відчутну відсутність етнічного змішування у фемінізмі Богині, стверджуючи, що рух Богині включає «нерівну динаміку відносин між білими феміністками Богині та жінками кольору», і заявляє, що на нього вплинули колоніальні наративи, що призводить до «замовчування та романтизації расових відмінностей».